# LinuxWorld Conference & Expo

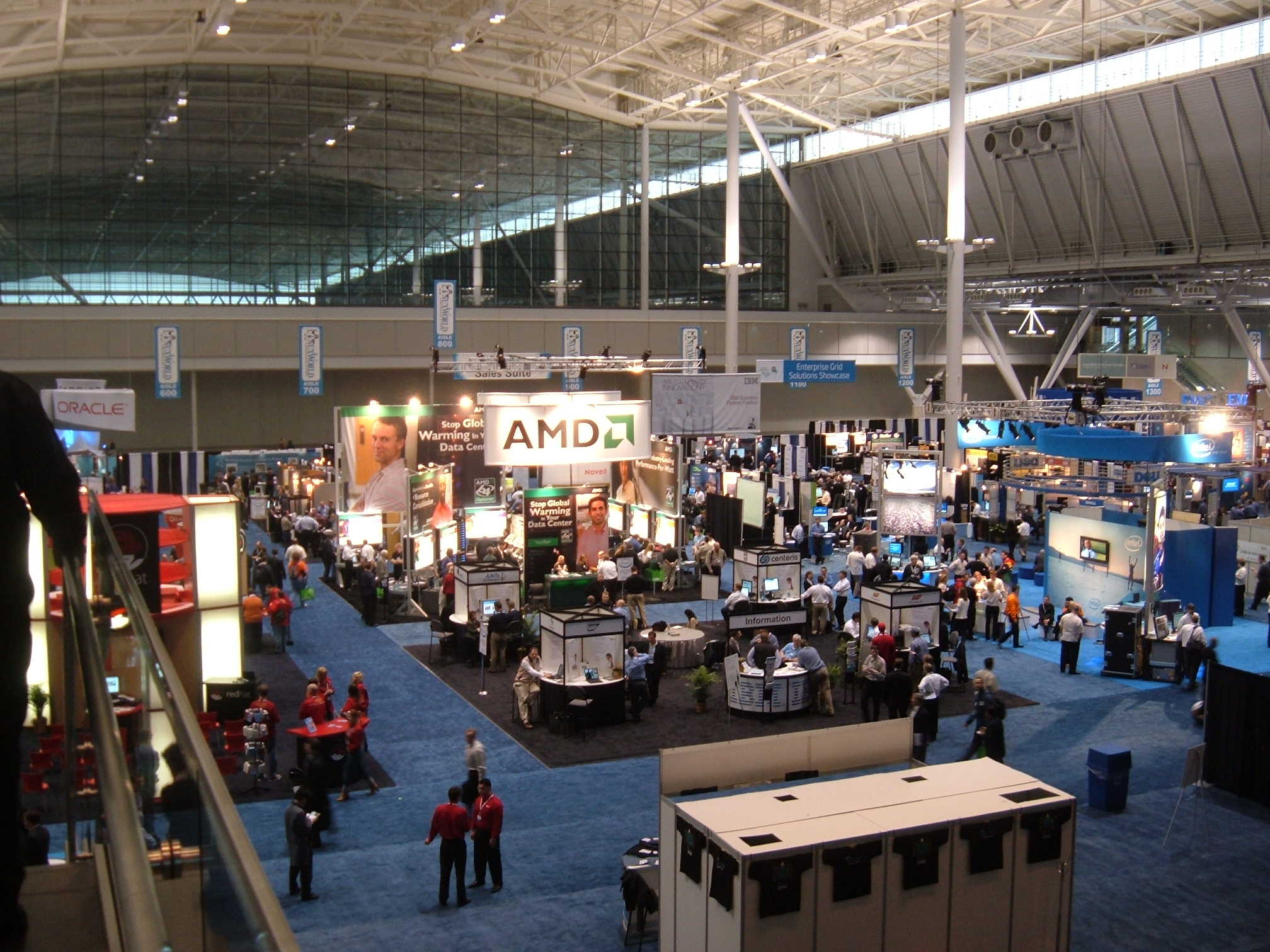
ボストン、BCEC

LinuxWorld Conference & Expo（リナックスワールド カンファレンス アンド エキスポ）は、Linuxとオープンソースの普及を目的とした国際リナックス会議である。世界各地で開催されている。

## 概要
- 2006年はボストンとサンフランシスコで開催された。
- 日本でも2007年5月30日から6月1日までの3日間、『LinuxWorld Expo/Tokyo 2007』が開催される。
- 例年、日本では5月の最終週の水曜日から金曜日の日程で開催され、2008年は5月28日から5月30日までの3日間、東京ビッグサイトにて『LinuxWorld Expo/Tokyo 2008』が開催される。